# Тенино (станция, населённый пункт)
Тенино — станция как населённый пункт в Ярославском районе Ярославской области России. 
В рамках организации местного самоуправления входит в Ивняковское сельское поселение; в рамках административно-территориального устройства включается в Бекреневский сельский округ. Ранее входила в состава Бекреневского сельсовета.

## География
Расположена в окружении сельскохозяйственных полей на северо-западной окраине Ярославля. 
Тенино примыкает к железной дороге Ярославль — Рыбинск, имеется станция Тенино.
На западе примыкает к деревне Залесье.

## Население
| 2007 | 2010 |
| ---- | ---- |
| 21   | ↘14  |

По состоянию на 1859 год в деревне было 6 домов и проживало 45 человек.
По состоянию на 1989 год в деревне проживало 34 человека.
Национальный и гендерный состав
Согласно результатам переписи 2002 года, в национальной структуре населения русские составляли 91 % из 22 чел., из них 5 мужчин, 17 женщин.
Согласно результатам переписи 2010 года население составляло 14 человек, в том числе 12 мужчин и 12 женщин.

## Инфраструктура
Основа экономики — личное подсобное хозяйство. По состоянию на 2021 год большинство домов используется жителями для постоянного проживания и проживания в летний период. Вода добывается жителями из личных колодцев.
Почтовое отделение №150506, расположенное в деревне Бекренево, на март 2022 года обслуживает в деревне 30 домов.

## Транспорт
Въезд в деревню возможен с дороги Р-132 «Золотое кольцо» через деревню Зяблицы, а также со стороны Брагино с улицы Громова.